# Alicia Gómez
Alicia Gómez Prada, conocida como Ali Gómez, (Madrid, 22 de octubre de 1986) es una exfutbolista española que jugaba como portera, hasta su retirada en 2020. Ha pasado la mayor parte de su carrera en el club del Rayo Vallecano de Madrid. Posee el récord de partidos jugados con el Rayo Vallecano, con un total de 387 encuentros.

## Biografía
Alcanzó los 300 partidos con el club Rayo Vallecano el 3 de octubre de 2015. Más tarde superó el récord histórico de su excompañera Natalia Pablos, con 383 partidos, para convertirse en la poseedora del récord de partidos con este último club en 2019.

## Palmarés
- Campeona de la Copa de la Reina de fútbol en 2008.
- Campeona de Primera División Femenina de España en 2009, 2010 y 2011.
- Finalista de la Copa de la Reina de fútbol en 2010.